# Kokunye Kyun
Kokunye Kyun, auch Aye Island, ist eine zu Myanmar gehörende Insel im Golf von Martaban in der Andamanensee. Sie liegt rund 2,5 Kilometer vom Festland entfernt.

## Geschichte
Nahe dieser Insel ist am 8. November 1935 vermutlich der australische Flugpionier Sir Charles Edward Kingsford Smith und sein damaliger Copilot Tommy Pethybridge mit ihrem Flugzeug, der Lady Southern Cross, auf einem Rekordflug von Allahabad in Indien nach Singapur abgestürzt. Er gilt seitdem als verschollen.
Erst etwa 18 Monate später fanden Fischer aus Myanmar Teile des Flugzeugs bei Kokunye Kyun. Das Wrackteil, das gefunden wurde, ist ein Fahrwerksgestänge mit einem Rad. Über den Absturzort gibt es mehrere Versionen, gefunden wurde er bislang nicht, aber immer wieder gibt es Versuche, den Ort zu finden. Der Filmemacher Damien Lay meint, dass er das Wrack hundertprozentig nahe Kokunye Kyun gefunden habe.